# المحطة الرابعة
المحطة الرابعة (بالإنجليزية: T4)‏ تيفور أو تي فور، منطقة محطة ضخ النفط الرابعة وتلفظ بالانكليزية تي فور، وهو الاسم المشهور والمتداول شعبيا ورسميا في بعض الأحيان، تشكل نقطة حيوية هامة للقوى الجوية السورية. محافظة حمص.

## جغرافيا
المحطة جزء من خط النفط السوري العراقي، إلى الجنوب الشرقي من محافظة حمص، وشرق محافظة ريف دمشق. وهي بقرب قرية التياس أو الصفا، ويقع قربها أيضا مطار التياس العسكري المشهور باسم مطار التيفور.

## النشاط البشري
يتركز النشاط في تلك المنطقة كنشاط عسكري وصناعي ولا يوجد أي سكان سوى سكان قرية قريبة هي قرية التياس أو الصفا.